# Anopheles dancalicus
Anopheles dancalicus este o specie de țânțari din genul Anopheles, descrisă de Corradetti în anul 1939. Conform Catalogue of Life specia Anopheles dancalicus nu are subspecii cunoscute.